# Witoszów Górny
Witoszów Górny – wieś w Polsce położona w województwie dolnośląskim, w powiecie świdnickim, w gminie Świdnica.

## Podział administracyjny
W latach 1975–1998 miejscowość administracyjnie należała do województwa wałbrzyskiego. 

## Etymologia nazwy
Dawne nazwy miejscowości i etymologia nazwy wsi: Bougendorf - 1318 r., Ober Bögendorf (nazwa dzierżawcza od imienia Bogdan). 

## Zabudowa i położenie
Jest to bardzo stara i bardzo długa wieś opadająca wielokilometrowym ciągiem zabudowań z wąskiej doliny Witoszówki między zalesionymi stokami pogórza aż po przedmieścia Świdnicy. Witoszów Górny jest wsią ulicową, ciągnącą się wzdłuż drogi ze Świdnicy do Wałbrzycha, od wschodu bezpośrednio granicząc z zabudowaniami Witoszowa Dolnego. Przez miejscowość przepływa Witoszówka, niewielka rzeka dorzecza Odry, dopływ Bystrzycy. O dawnym bogactwie Witoszowa świadczą wielkie zabudowania gospodarcze, duży gotycko-renesansowy kościół w środku wsi i renesansowy (przebudowywany kilkakrotnie i zubożały stylistycznie) pałac pośród parku w górnej części.

## Komunikacja i turystyka
Kursują tu autobusy miejskie ze Świdnicy (linia nr 10 do Pogorzały) i przebiegają szlaki: czerwony od cisa Bolko, przez Świebodzice do Bystrzycy Górnej oraz Szlak Ułanów Legii Nadwiślańskiej wiodący przez cały Witoszów do Świdnicy. 

## Historia
Pierwsza wzmianka o wsi pochodzi z 1268 r. W wiekach średnich mieszkali tu m.in. łucznicy produkujący broń na potrzeby książęcego grodu. Historia dóbr w Witoszowie Górnym znana jest od 1440 roku, kiedy to w źródłach wzmiankowany był Kaspar von Schindel. W następnym stuleciu spośród przedstawicieli rodu znani są; Balzer von Schindel wymieniony w 1550 roku oraz Samuel von Schindel wymieniony w 1568 roku. Budowa siedziby w Witoszowie Górnym związana jest z Leonardem von Geilhorn, do którego wieś należała w 1595 roku. Po nim właścicielem dóbr został Ernest Fryderyk von Sedlitz, później do roku 1694 dobra należały do jego syna Fryderyka. W 1724 roku dobra przejął Walenty Dierich von Sedlitz, po nim od 1745 roku Krystyna Dorotha von Hochberg z Książa z domu von Reuss und Plauen. Po 1783 roku właścicielem dóbr był Krystian Gottlieb von Dobschitz und Plauen, który zmarł w 1786 roku. W 1870 roku dobra w Witoszowie Górnym należały do księcia pszczyńskiego, hrabiego Hochberga z Książa. W latach 1866–1898 dobra przejął ich wcześniejszy dzierżawca Hugo Baucke z Górnego Mokrzeszowa (w roku 1898 wraz z częścią leśnictwa w Pogorzałej). W latach 1902–1905 majątkiem zarządzała Mana Baucke, w latach 1909-1912 Rich Rojahn, w latach 1917-1926 Hans Hemnch XV Hochberg książę pszczyński, po 1930 roku majątek przejęło miasto Świdnica. 
W 1785 roku była to wieś z trzema folwarkami i młynem wodnym, liczyła 16 zagrodników i 19 chałupników. W 1830 roku istniała we wsi ewangelicka szkoła i browar, w 1845 roku 16 domowych tkalni oraz kamieniołom należący do dominium, a w 1885 roku wieś posiadała wiatrak i fabrykę cygar.
W zachodniej części wsi, na niewielkim stoku po południowej stronie drogi znajduje się założenie dworskie. Dwór wzniesiony został w 1624 roku przez rodzinę von Geilhorn. Najprawdopodobniej w miejscu wcześniejszej, średniowiecznej siedziby (na zachowanej tablicy inskrypcyjnej znajduje się przekaz jakoby w 1337 roku książę Bolko wzniósł siedzibę, a dobra miałyby zostać powiększone przez księżnę Agnieszkę). Dwór został przebudowany w 1827 roku przez Friedricha Wilhelma Wegera z Pomorza i jego żonę Wilhelminę. Kolejna przebudowa dworu nastąpiła około 1910 roku, budynek restaurowany był w 1968 roku. Od 2005 roku jest w rękach prywatnego inwestora. Dzisiaj zabytek prezentuje się bardzo okazale. Dwór założony został na planie prostokąta, dwutraktowy, trzykondygnacyjny, kryty dachem czterospadowym, łamanym. 
Zabudowania folwarczne pierwotnie tworzyły czworobok. Od wschodu i południa do pałacu przylega park, który obejmuje niewielki, pofalowany teren wokół pałacu z potokiem płynącym obok zabudowań gospodarczych. Po drugiej stronie rzeczki znajduje się sad. Park zajmuje rozległą polanę naprzeciw wejścia głównego do pałacu, ciągnie się w kierunku wschodnim wzdłuż głównej drogi wsi. Przed wejściem do pałacu rośnie pomnikowa. 200-letnia lipa. 
Przy siatce otaczającej pałacowy park, od strony szosy stoi kamienny krzyż pokutny. Kolejne dwa są w ogrodzeniu domu nr 39. Powyżej polany, na zalesionym stoku, znajdował się, obecnie splądrowany, rodowy cmentarz. W pewnym oddaleniu od drogi głównej na północ od zabudowań wsi znajduje się nieczynny cmentarz ewangelicki, na rzucie prostokąta, z aleją kasztanowców pośrodku. Zabudowę wsi stanowią w większości niewielkie obejścia zagrodnicze, niektóre domy (nr 12, nr 45) architekturą nawiązują do architektury miejskiej Świdnicy. 

## Zabytki
Do wojewódzkiego rejestru zabytków wpisany jest:
- zespół dworski:
  - dwór, z przełomu XVI/XVII w., koniec XVIII w., początek XX w., pierwotnie około 1337 r. dwór myśliwski ks. Bolka
  - park, z XIX w.